# جيروم بيكسباي
جيروم بيكسباي (بالإنجليزية: Jerome Bixby)‏ (11 يناير 1923، لوس أنجلوس في الولايات المتحدة - 28 أبريل 1998، سان بيرناردينو في الولايات المتحدة)؛ كاتب، كاتب سيناريو وروائي أمريكي.

## روابط خارجية
- جيروم بيكسباي على موقع IMDb (الإنجليزية)
- جيروم بيكسباي على موقع ألو سيني (الفرنسية)
- جيروم بيكسباي على موقع أول موفي (الإنجليزية)
- جيروم بيكسباي على موقع قاعدة بيانات الأفلام السويدية (السويدية)
- جيروم بيكسباي على موقع قاعدة بيانات الفيلم (الإنجليزية)
- جيروم بيكسباي على موقع كينوبويسك (الروسية)